# Расстрел (распорка)

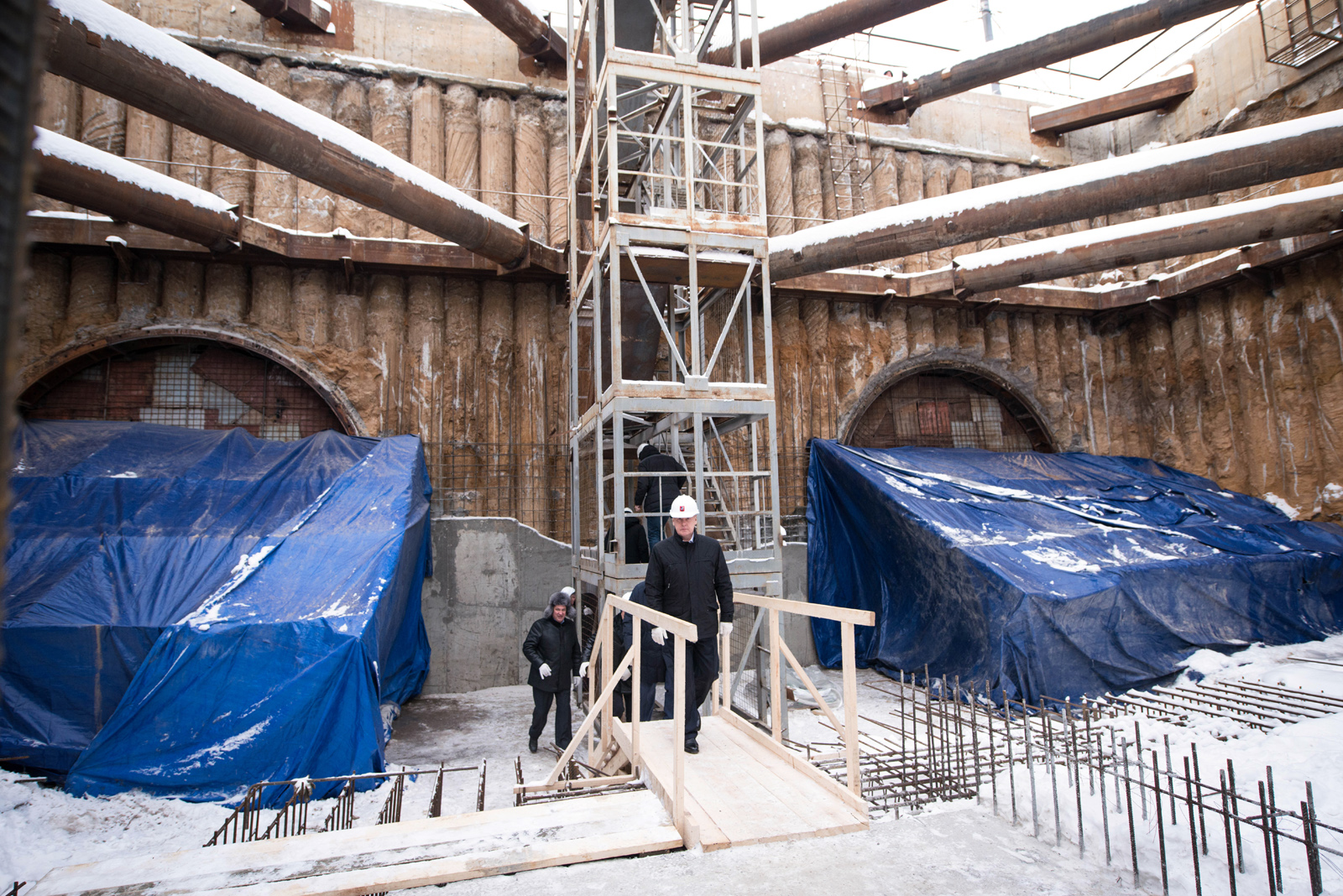
Расстрелы на строительстве станции метро «Ломоносовский проспект».

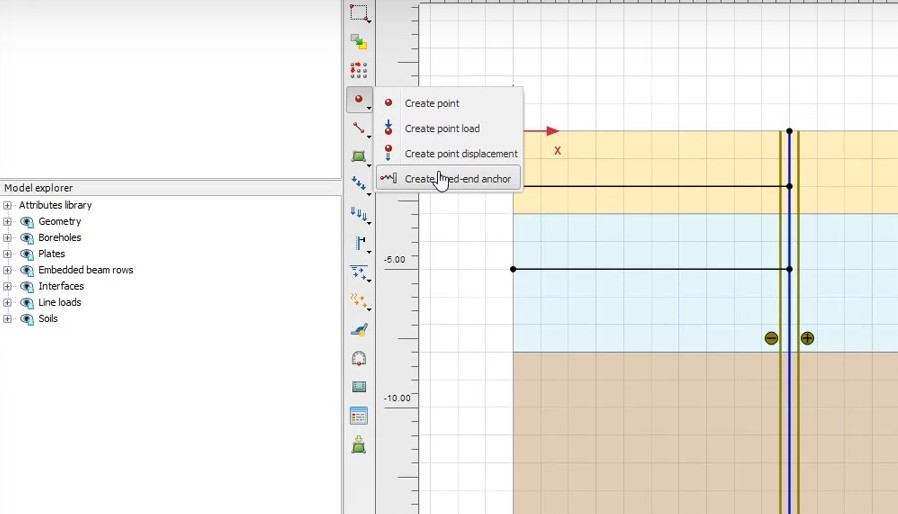
Для построения распорки в PLAXIS сначала нужно построить вспомогательную линию.

Расстре́л — вид временной крепи котлована при производстве строительно-монтажных работ.
Расстрел представляет собой распорку между противоположными стенами котлована, предотвращающую его осыпание. Обычно имеет вид швеллерной или двутавровой металлической балки, либо металлической трубы. Устанавливается в распор между обшитыми стенами котлована, также может устанавливаться под углом в 45° для защиты от осыпания угловых частей котлована.
В случае большой глубины котлована может устанавливаться несколько рядов расстрелов.